# Okręgowe rozgrywki w piłce nożnej woj. rzeszowskiego (1970/1971)
Okręgowe rozgrywki w piłce nożnej województwa rzeszowskiego w sezonie 1970/1971.

OZPN Rzeszów

## Liga → Klasa okręgowa
W trakcie sezonu dokonano przemianowania z lig okręgowych na klasy okręgowe.
- Do niższej klasy rozgrywkowej została zdegradowana ostatnia drużyna (wobec zachowania statusu III ligowego w edycji 1970/1971 przez trzy zespoły województwa rzeszowskiego)[2][3].